# Isjaslaw-Klasse
Die Isjaslaw-Klasse war eine Klasse von Zerstörern der Baltischen Flotte der Kaiserlich Russischen Marine, die am Entwurf des Prototyp-Bootes Nowik orientiert, im Gefolge des im Juni 1912 für die Ostsee bewilligten Kleinen Schiffbauprogramms 1912 auf Ostsee-Werften bestellt und dort gebaut wurde.

Aufgrund des Ersten Weltkriegs konnte die Bauwerft in Reval nur zwei Boote fertigstellen. Mindestens zwei Rümpfe wurden noch nach Petrograd geschleppt, aber nur einer bis 1925 fertiggestellt.
 Die als zweiter Zerstörer der Klasse 1917 fertiggestellte Awtroil ergab sich im Bürgerkrieg 1918 britischen Einheiten, die sie an Estland übergaben. Die estnische Marine verkaufte 1933 das in Lennuk umbenannte Boot zusammen mit dem ebenfalls über die Briten erhaltenen Zerstörer Vambola (ex Spartak, Kapitan Miklutscho-Maklaj, Kapitan Kingsbergen) der Leitenant-Iljin-Klasse an Peru, wo es noch bis 1948 in Dienst gehalten wurde.

## Entwurf

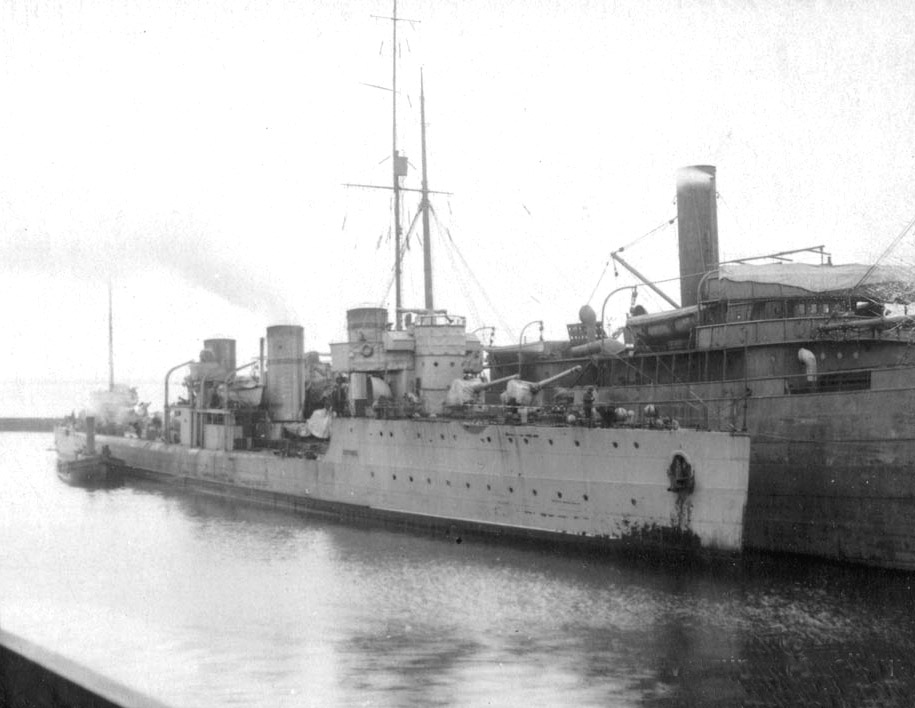
Russischer Zerstörer Awtroil

Gegenüber dem Nowik-Entwurf war das Konzept etwas vergrößert worden. Die Pläne wurden mit Hilfe der französischen Werft Chantiers et Ateliers Augustin Normand in Le Havre für Lange & Böcker erstellt, die diesen auch technische Hilfe leistete. Der ursprünglich gebilligte Plan sah zunächst nur zwei 102-mm-Geschütze und dafür zwölf 457-mm-Torpedorohre vor. Nach einer Neubewertung entschloss man sich jedoch, die artilleristische Komponente auf zuletzt insgesamt fünf 102-mm-Geschütze bei einer gleichzeitigen Verringerung der Torpedoausstattung zu steigern. Die Turbinen wurden bei der Schweizer Firma Brown-Boveri bestellt. Sie kamen jedoch aufgrund des Kriegsausbruches und der Schweizer Embargopolitik nur noch für Awtroil und Isjaslaw zur Auslieferung, so dass für die restlichen Boote neue Aufträge an britische Firmen vergeben wurden.
Ähnliche Boote waren die neun Boote der Derzky- oder Bespokoiny-Klasse der Schwarzmeerflotte und die acht Boote der Orfei-Klasse, die 1915/1916 auf der Ust-Ischora-Werft der Metallfabrik Petrograd fertiggestellt wurden; die fünf Boote der Leitenant-Iljin-Klasse, von denen die Putilow-Werft in St. Petersburg drei 1916/1917 fertigstellte und zwei erst 1927/28 für die sowjetische Marine vollendete sowie die drei Boote der Gawriil-Klasse, die 1916/17 von den Russisch-Baltischen Werken in Reval fertiggestellt wurden. Ausländische Patenwerft für die genannten Ostseeboote war Blohm & Voss.

## Boote und Schicksale
Fünf Boote der Isjaslaw-Klasse wurden auf der Werft von Lange & Böcker in Reval ab dem Spätherbst 1913 begonnen.
Das erste Boot lief am 22. November 1914 als Gromonosez vom Stapel, 1915 folgten Awtroil, Prjamislaw, Brjaschislaw und das erste in Ausrüstung befindliche Boot wurde in Isjaslaw umbenannt. Der Ausbau der Boote ging nur schleppend voran. Am 29. Juni 1917 wurde die Isjaslaw endlich fertiggestellt, der die Awtroil am 12. August folgte. Unklar ist, ob das fünfte Boot 1917 noch vom Stapel lief. Mindestens zwei Rümpfe wurden im Februar 1918 noch nach Petrograd geschleppt, aber nur einer bis 1925 fertiggestellt.
Die als zweiter Zerstörer der Klasse fertiggestellte Awtroil wurde von der Roten Flotte im Bürgerkrieg zur Aufklärung gegen die estnische Küste eingesetzt und ergab sich am 25. Dezember 1918 vor Reval dem Zerstörer Wakeful und den Kreuzern Calypso und Caradoc, die sie gestellt hatten. Die Briten übergaben den Zerstörer an Estland. Die estnische Marine verkaufte 1933 das in Lennuk umbenannte Boot zusammen mit dem ebenfalls über die Briten erhaltenen Zerstörer Wambola (ex Spartak, Kapitan Miklutscho-Maklaj, Kapitan Kingsbergen) der Leitenant-Iljin-Klasse an Peru, wo es noch bis 1948 in Dienst gehalten wurde.
Die Rote Flotte stellte die aufgelegte Isjaslaw am 31. Dezember 1922 als Karl Marx in Dienst. 1923 wurde auch der Ausbau der Prjamislaw fortgesetzt, die am 5. Februar 1925 als Kalinin in Dienst kam.
Beide sowjetischen Boote gingen schon 1941 verloren.
 Die Karl Marx strandete am 7. August 1941 in der Loksabucht im Finnischen Meerbusen und wurde von der Mannschaft gesprengt.
 Die von 1937 bis 1941 modernisierte Kalinin sank am 28. August 1941 auf der Juminda-Minensperre im Finnischen Meerbusen nach einem Minentreffer, wie auch die Jakow Swerdlow (ex Nowik) bei der Evakuierungsfahrt der Flottenbasis Tallinn nach Kronstadt.

## Einheiten
| Name                              | Bauwerft              | Kiellegung       | Stapellauf        | Indienststellung | Verbleib |
| --------------------------------- | --------------------- | ---------------- | ----------------- | --- | --- |
| Isjaslaw (Изяслав)                | Lange & Böcker, Reval | 9. November 1913 | 22. November 1914 | 29. Juni 1917 | Ursprünglich Gromonosez, während der Ausrüstung am 27. Juni 1915 in Isjaslaw umbenannt. Zwischen Oktober 1918 und Dezember 1919 aufgelegt. Ab dem 31. Dezember 1922 als Karl Marx wieder im aktiven Dienst. Das Boot strandete am 7. August 1941 in der Loksabucht im Finnischen Meerbusen und wurde von der Mannschaft gesprengt. Wurde erst 1961/62 endgültig abgebrochen. |
| Awtroil (Автроил)                 | Lange & Böcker, Reval | 9. November 1913 | 13. Januar 1915   | 12. August 1917 | Kapitulierte im Dezember 1918 während eines Vorstoßes nach Reval wie die Spartak vor britischen Einheiten. Nach der Übergabe an Estland am 2. Januar 1919 Umbenennung in Lennuk. Am 23. August 1933 Weiterverkauf an Peru unter Umbenennung in Almirante Guise. Das Boot wurde 1948 außer Dienst gestellt und 1956 abgewrackt.                                               |
| Brjaschislaw (Брячислав)          | Lange & Böcker, Reval | 9. November 1913 | 1. Oktober 1915   | Auch am 25. Februar 1918 nach Petrograd überführt. Unfertig 1923 abgebrochen. | Auch am 25. Februar 1918 nach Petrograd überführt. Unfertig 1923 abgebrochen. |
| Prjamislaw (Прямислав)            | Lange & Böcker, Reval | 9. November 1914 | 10. Juli 1915     | 20. Juli 1927 | Der Bootskörper wurde im Februar 1918 nach Petrograd überführt. 1923 entschloss man sich zum Weiterbau, ab dem 5. Februar 1925 als Kalinin im aktiven Dienst; wurde von 1937 bis 1941 modernisiert und sank am 28. August 1941 auf der Juminda-Minensperre im Finnischen Meerbusen. Das Wrack wurde 2018 gefunden.                                                           |
| Fedor Stratilat (Фёдор Стратилат) | Lange & Böcker, Reval | 6. Dezember 1914 | 17. Oktober 1917  | Der Bau des Bootes kam während des Krieges nur schleppend voran, so dass der Bootskörper beim Nähern der Front im September 1917 nach Kronstadt überführt wurde. Unfertig 1924 abgebrochen. | Der Bau des Bootes kam während des Krieges nur schleppend voran, so dass der Bootskörper beim Nähern der Front im September 1917 nach Kronstadt überführt wurde. Unfertig 1924 abgebrochen. |